# Doktor Martin (britský seriál)
Doktor Martin (v anglickém originále Doc Martin) je britský dramedický televizní seriál vytvořený Dominicem Minghellou. Seriál se odehrává ve fiktivní vesnici Portwenn, natáčení proběhlo v Port Isaac v anglickém Cornwallu. Prvních pět řad bylo odvysíláno v letech 2004 až 2011. Šestá řada začala na britské stanici ITV 2. září 2013 a skončila epizodou „Departure“ 21. října 2013. Sedmá řada byla natočena v roce 2015, poté v roce 2017 následovala řada osmá. Jako zatím poslední byla v září 2019 odvysílaná devátá řada. V dubnu 2020 režisér Nigel Cole potvrdil připravování desáté (a zároveň poslední) řady tohoto sériálu. 

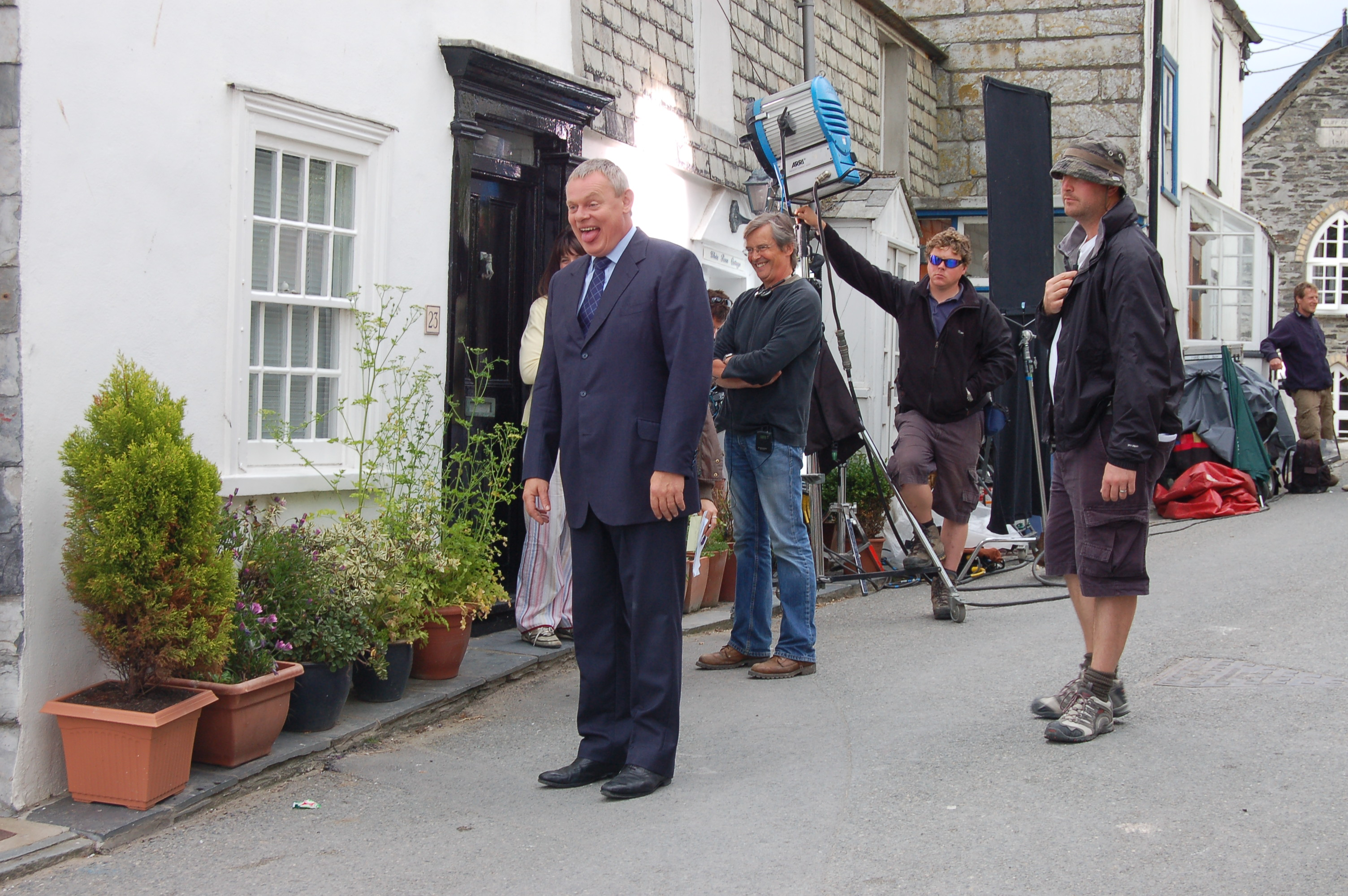
Martin Clunes při natáčení seriálu v roce 2007

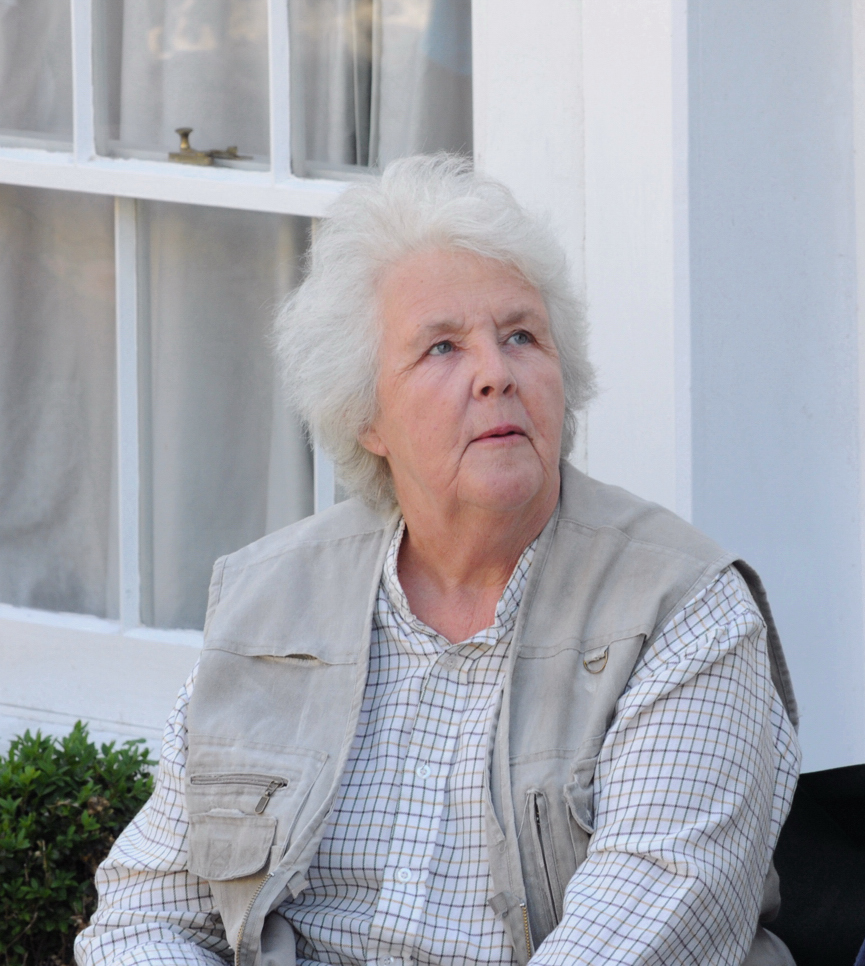
Stephanie Cole při natáčení seriálu v roce 2004

## Děj
Dr. Martin Ellingham (Martin Clunes) je úspěšný angiochirurg z londýnské Imperial College London, u nějž se ale rozvinou příznaky hemofóbie (patologický strach z krve), což ho donutí skončit s chirurgií. Poté odchází pracovat do vesničky Portwenn jako praktický lékař. Právě v Portwennu jako dítě pravidelně trávil své školní prázdniny, kde zůstával na farmě své tety Joan (Stephanie Cole). Přestože je skvělým odborníkem, komunikace s jeho novými pacienty mu činí značné obtíže. Po svém předchůdci dědí neschopnou sekretářku Elaine Denhamovou (Lucy Punch), neopravitelné lékařské vybavení a chaos v záznamech o pacientech. Z jeho pohledu profesionální, ale navenek chladný přístup k vyšetřování pacientů se nesetkává s pochopením. Po jisté době se jeho pacienti dovídají o jeho problémech s pohledem na krev a Ellingham se stává terčem posměchu. Celý další děj seriálu se odvíjí okolo Ellinghamova soužití s vesničany.

## Obsazení
| Herec            | Postava                        | Sezóna  | Česká verze          | Česká verze          |
| ---------------- | ------------------------------ | ------- | -------------------- | -------------------- |
| Martin Clunes    | Dr. Martin Ellingham           | 1–      | Miroslav Donutil     | MUDr. Martin Elinger |
| Caroline Catz    | Louisa Ellingham (née Glasson) | 1–      | Jitka Čvančarová     | Lída Klasnová        |
| Ian McNeice      | Bert Large                     | 1–      | Tomáš Měcháček       | Miloš Brázda         |
| Joe Absolom      | Al Large                       | 1–      | Norbert Lichý        | Antonín Brázda       |
| Selina Cadell    | Mrs. Sally Tishell             | 1–      | Milena Steinmasslová | Sandra Kunešová      |
| Felicity Montagu | Caroline Bosman                | 1–2, 6– | Eva Leinweberová     | Karolína Sovová      |
| Claire Bloom     | Margaret Ellingham             | 2, 6–   | Věra Křesadlová      | Elingerová           |
| John Marquez     | PC Joe Penhale                 | 3–      |                      |                      |
| Eileen Atkins    | Dr Ruth Ellingham              | 5–      |                      |                      |
| Jessica Ransom   | Morwenna Newcross              | 5–      |                      |                      |
| Annabelle Apsion | Jennifer Cardew                | 6–      |                      |                      |

### Předchozí postavy
| Herec               | Postava                 | Sezóna  | Česká verze          | Česká verze              |
| ------------------- | ----------------------- | ------- | -------------------- | ------------------------ |
| Lucy Punch          | Elaine Denham           | 1       | Gabriela Mihalčínová | Irena Bezáková, DiS.     |
| Rupert Young        | Adrian Pitts            | 1       |                      |                          |
| Stewart Wright      | PC Mark Mylow           | 1–2     | Robert Mikluš        | strážmistr Tomáš Topinka |
| Kurtis O´Brien      | Peter Cronk             | 1–2     |                      |                          |
| Mary Woodvine       | Mrs. Joy Cronk          | 1–2     |                      |                          |
| Vicki Pepperdine    | Mrs. Richards           | 1–2     |                      |                          |
| Richard Johnson     | Colonel Gilbert Spencer | 1–2     |                      |                          |
| Finlay Robertson    | Ross                    | 1–2     |                      |                          |
| Vincent Franklin    | Chris Parsons           | 1, 4, 5 |                      |                          |
| Jeff Rawle          | Roger Fenn              | 1–3     |                      |                          |
| Stephanie Cole      | Joan Norton             | 1–4     | Jana Štěpánková      | Marie Loukotová          |
| Angeline Ball       | Julie Mitchell          | 2       |                      |                          |
| Tristan Sturrock    | Danny Steel             | 2       |                      |                          |
| Katherine Parkinson | Pauline Lamb            | 2–4     |                      |                          |
| Joseph Morgan       | Mick Mabley             | 3       |                      |                          |
| Lia Williams        | Dr Edith Montgomery     | 4       | Vilma Cibulková      | MUDr. Edita Sedlecká     |
| Louise Jameson      | Eleanor Glasson         | 5       |                      |                          |
| Julie Graham        | Maggie Penhale          | 5       |                      |                          |
| Felix Scott         | Michael "Mike" Pruddy   | 6       |                      |                          |

## Ocenění
V roce 2004 Doc Martin obdržel British Comedy Award v kategorii Best TV Comedy Drama. V témže roce Martin Clunes vyhrál cenu Best TV Comedy Actor za své ztvárnění hlavní postavy v seriálu Doktor Martin.

## Česká verze
Na jaře 2014 začala Česká televize natáčet vlastní stejnojmenný seriál s Miroslavem Donutilem v titulní roli, který je inspirován původní britskou předlohou.